# Demetrio Lozano
Demetrio Lozano, španski rokometaš, * 26. september 1975, Alcalá de Henares.
Leta 1996 je na poletnih olimpijskih igrah v Atlanti v sestavi švedske reprezentance osvojil bronasto olimpijsko medaljo.
Uspeh je ponovil še leta 2000 in leta 2008.